# Adamantina
Adamantina és un municipi brasiler de l'interior de l'estat de São Paulo. Segons dades estadístques de 2022 té 34.687 habitants i el seu territori ocupa una àrea de poc més de 411 km².

## Història
El nom donat al municipi va respectar el criteri utilitzat per la Companyia del Ferrocarril Paulista, segons la qual els poblats de parada haurien de tenir noms femenins, en seqüència alfabètica.
La seva història també està associada a la Companyia d'Agricultura, Imigración i Colonització (CAIC) que, en 1937, es va emplaçar a la zona del riu Aguapeí i el riu Peixe, reiniciant la colonització de la regió en continuïtat al procés que ja hi havia endegat l'Estat.

## Geografia
- CEP: 17800-000
- Població: 34.424 habitants (2009)
- Altitud: 453 m
- Àrea Total: 411,8 km²
- Latitud: a la seu del municipi: 21º41'07" sud
- Longitud: a la seu del municipi: 51º04"21" oest

### Demografia
Cens - Població total: 33.497 (2000)
- Urbana: 30.368
- Rural: 3.129
  - Homes: 16.321
  - Dones: 17.176

Densitat demogràfica (hab./km²): 81,34
Mortalitat infantil fins a 1 any (per mil): 14,96
Expectativa de vida (anys): 71,71
Taxa de fecunditat (fills per dona): 1,98
Tassa d'alfabetització: 90,52%
- Índex de Desenvolupament Humà ([IDH]): 0,812

- IDH-M Salari: 0,753
- IDH-M Longevitat: 0,779
- IDH-M Educació: 0,903

- Població estimada l'1 de juliol de 2005 (IBGY: 34.378 habitants.

(Font: IPEADATA)

### Hidrografia
- Riu Aguapeí o Feio